# Helmuth Karl Bernhard von Moltke
Pour les autres membres de cette famille, voir Moltke et pour les homonymes, voir Helmuth von Moltke.
Helmuth Karl Bernhard, comte von Moltke, né le 26 octobre 1800 à Parchim, mort le 24 avril 1891 à Berlin, est un maréchal (Generalfeldmarschall) prussien qui a servi comme chef du Grand État-Major général de l'Armée prussienne, notamment pendant les guerres contre l'Autriche en 1866 et contre la France en 1870-1871.

## Biographie

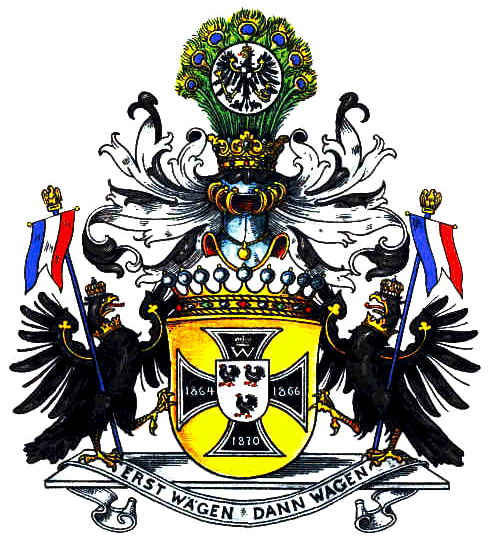
Armes du comte von Moltke.

### Officier danois
Helmuth von Moltke est issu d'une famille de vieille noblesse mecklembourgeoise. Fils du futur général de division danois d'origine allemande Friedrich Philipp Victor von Moltke (de) (1768–1845) et d'Henriette Sophie Paschen (1776–1837), il passa son enfance au domaine de Gnewitz, puis à Lübeck. Son père, entré au service du roi de Danemark en 1806, plaça ses trois fils aînés en 1811 comme cadets à l’académie militaire de Copenhague. L'enfance d'Helmuth von Moltke fut marquée par la sévérité.
Moltke obtint en 1818 son brevet d'officier et servit d'abord dans le régiment d'infanterie d'Oldenbourg stationné à Rendsburg, où il manifesta rapidement ses dons et ses grandes ambitions ; mais il désirait surtout rejoindre l'armée prussienne, et adressa pour cela une requête personnelle au roi Frédéric VI:

« Puissiez-vous m'accorder la faveur, que j'ose solliciter, de quitter à tout moment mes fonctions au service du roi et du Danemark. »

— Moltke
Sa demande fut finalement acceptée en janvier 1822, car la Couronne estimait qu'après une expérience à l'étranger, il reviendrait au service du pays ; mais la Prusse offrait alors à un jeune officier bien d'autres perspectives. Versé au 8e Régiment d'infanterie de l'armée prussienne stationné à Francfort-sur-l'Oder comme simple lieutenant, il suivit les cours de l'Académie de guerre de 1823 à 1826, devint adepte des thèses de Carl von Clausewitz dong il dira que trois livres l’ont marqué : La Bible, L'Iliade, De la Guerre de Clausewitz.
En 1833 il est affecté au Grand État-Major général.

### Conseiller militaire de l'Empire ottoman
En 1835, il obtint un congé pour effectuer une mission d'observation à travers les Balkans. Sur invitation du ministre ottoman de la guerre Husrev Pacha, il exerça de 1836 à 1839 comme instructeur de l'armée ottomane. Il visita Constantinople, les côtes de la mer Noire, les monts Taurus et le désert de Mésopotamie, avant de prendre part en 1838 à une campagne militaire contre les Kurdes. Aux mois d'avril et mai 1837, il accompagna le sultan Mahmoud II à travers les principautés danubiennes. Il y dressa les plans d'une fortification de la frontière avec la Russie. Quatre des fortifications qu'il conçut furent aménagées le long du Danube, dont la forteresse de Silistra. En 1838, l'Empire ottoman se sentit suffisamment fort pour reprendre le combat contre l'armée égyptienne de Méhémet Ali et son fils Ibrahim Pacha en Syrie. Moltke prit part à l'une des campagnes et assista à la déroute des Ottomans à la bataille de Nizip le 24 juin 1839. Il publia son compte-rendu de mission en 1841 aux éditions Ernst Siegfried Mittler de Berlin sous le titre Lettres sur mes charges et occupations en Turquie de 1835 à 1839.
De l'« Homme malade de l'Europe », il écrivit :

« Ce fut longtemps la tâche des armées occidentales de contenir la puissance ottomane ; il semble que la préoccupation de la politique européenne soit à présent de retarder son déclin. »

— H. von Moltke

### Chef d’État-major

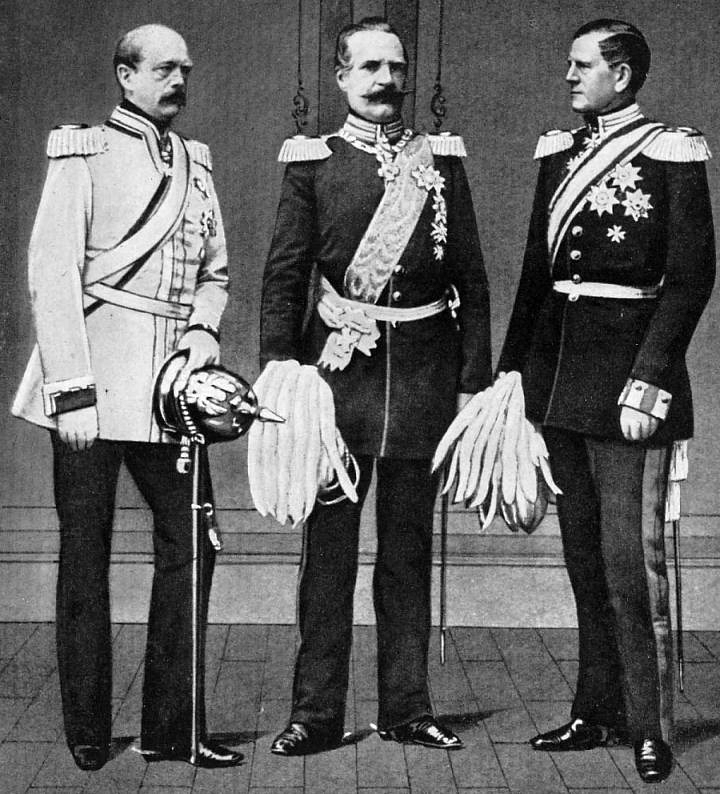
Les pères de l'Unité allemande : de gauche à droite, Otto von Bismarck, Albrecht von Roon et Helmuth von Moltke.

À son retour en Allemagne, Moltke fut promu commandant et nommé en 1846 aide de camp du prince Henri-Charles de Prusse à Rome. À la mort de ce prince, il reçut le commandement général de la frontière du Rhin. De 1848 à 1855, Moltke exerça les fonctions de chef d’État-major du 4e corps d'armée et le 1er septembre 1855, fut nommé aide de camp du prince héritier Frédéric-Guillaume.
Jusqu'à son affectation en janvier 1857 à Breslau, il eut ainsi l'occasion de voyager à Balmoral et à Londres, en Russie (pour assister au couronnement d'Alexandre II) et à Paris. À la mort du général Karl von Reyher, il fut promu le 29 octobre 1857 au grade de général de division, faisant fonction de chef d'État-major de l'armée par intérim, poste auquel il fut finalement confirmé le 18 septembre 1858. En 1862, il reçut l'ordre de dresser un plan d'attaque en cas de guerre avec le Danemark, tâche dont il s'acquitta en s'appuyant sur la connaissance intime qu'il avait des forces de ce royaume voisin.
L'État-major prussien, né des Réformes prussiennes adoptées pendant la campagne d'Allemagne devint, à partir de la création par Guillaume Ier du Conseil du roi, le 2 juin 1866, non seulement le laboratoire de la pensée militaire mais aussi un organe politique à part entière. Moltke fut nommé au grade suprême de général d'infanterie et, en tant que chef d’État-major, il pouvait désormais diriger les troupes au nom du roi, sans dépendre des ordres du ministre de la guerre, si bien qu'il avait toute liberté pour diriger les opérations militaires. Cette autonomie devint, après la proclamation de l'Empire allemand, une prérogative caractéristique du Haut État-major allemand.
Moltke passait pour un stratège génial, et il joua le premier rôle dans la préparation des campagnes de la Guerre des Duchés (1864), de la guerre austro-prussienne (1866) menée contre l’Armée de la Confédération germanique (en particulier de l'Autriche, Bavière, Saxe, Hanovre et Électorat de Hesse), et enfin dans la Guerre de 1870. Poursuivant les idées de Carl von Clausewitz dans son fameux Testament, il utilisa à chaque fois le chemin de fer militaire, dont il avait reconnu toute l'importance pour la projection de grandes masses de soldats. 
Il dirigea en personne les troupes à la bataille de Sadowa contre l'Autriche. Après la guerre victorieuse contre la France, il insista pour que l'Allemagne annexe l'Alsace et la Moselle lors du traité de Francfort en 1871. La Couronne lui accorda le 28 octobre 1870 le titre héréditaire de comte et le 16 juin 1871 la dignité de Generalfeldmarschall. Il bénéficia en outre d'importantes gratifications financières et conserva le poste de chef du Haut État-major jusqu'à sa retraite, le 9 août de l'année des trois empereurs.
Moltke fut élu en 1867 député conservateur du Reichstag de la Confédération de l'Allemagne du Nord (pour la première circonscription de Königsberg) puis en 1881 doyen de cette assemblée. Il était depuis 1872 membre de la Chambre des seigneurs de Prusse.

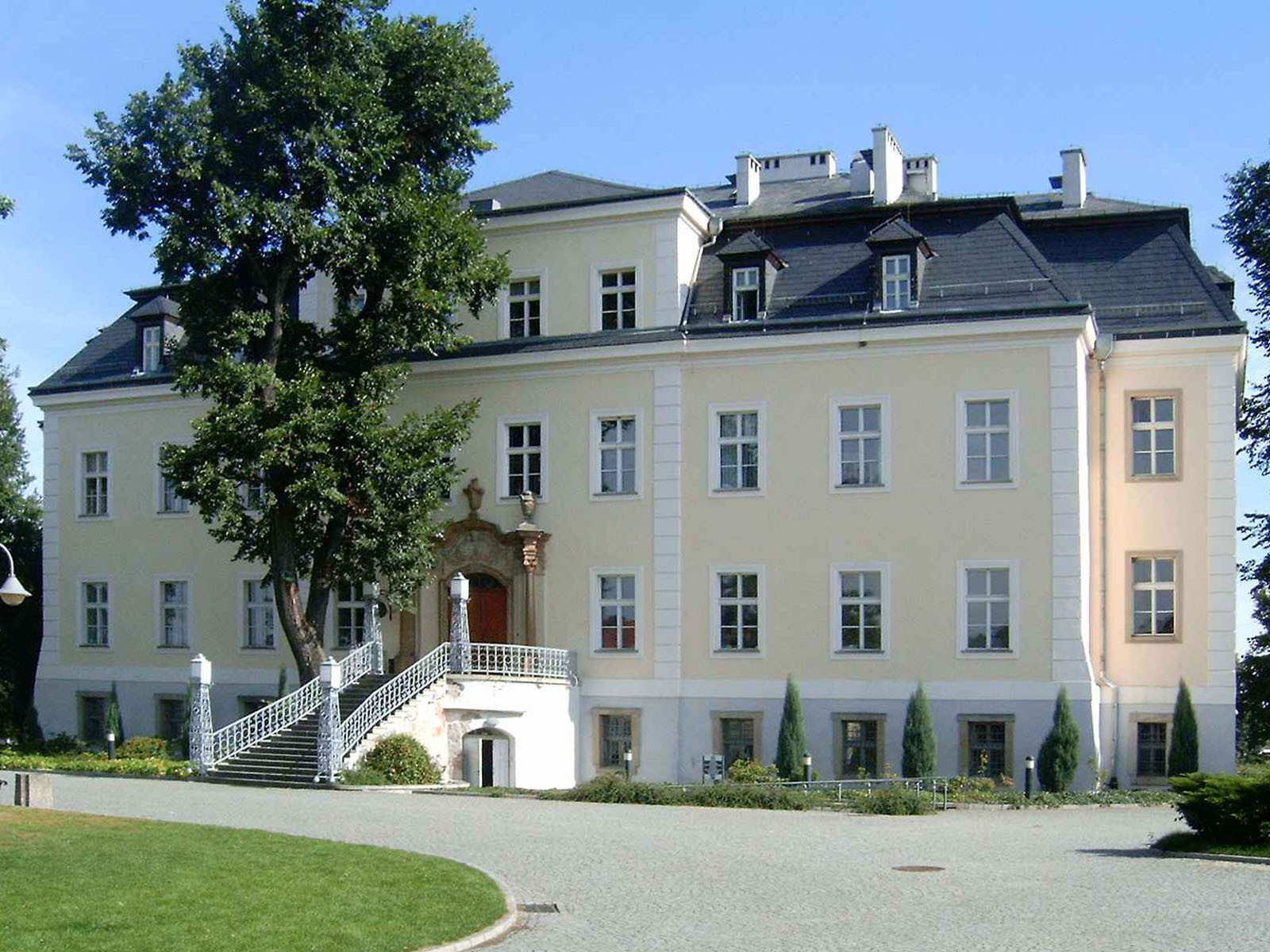
Le, où von Moltke se retira à la fin de sa vie.

Moltke et Bismarck furent les maîtres d’œuvre de l'Unité allemande : Moltke sur le plan militaire, et Bismarck sur le plan diplomatique et politique. Bien que Moltke eût reçu en 1871 l'Immédiateté impériale et qu'il eût en théorie la possibilité de faire approuver ses décisions militaires par le Haut Commandement, le Reichstag et le chancelier, il n'hésita pas à rejeter la doctrine du « primat de la Politique » de Bismarck. Dans ses ultimes discours au Reichstag, âgé de près de 90 ans (donc quelques mois après le renvoi de Bismarck), il prévenait de l'éventualité d'une nouvelle guerre en Europe par ces mots :

« Messieurs, c'est peut-être une guerre de sept ans, ou une guerre de trente ans qui va survenir, et malheur à celui qui allumera la mèche du baril de poudre! »

— H. von Moltke
Il écrivit de nombreux ouvrages de stratégie et une histoire de la guerre franco-allemande. Les enregistrements sonores de la voix de Moltke (réalisés au mois d’octobre 1889) sont sans doute à ce jour les seuls d'un individu né au XVIIIe siècle.

## Stratégie et tactique
« Erst wägen, dann wagen. »

— Leitmotiv de von Moltke

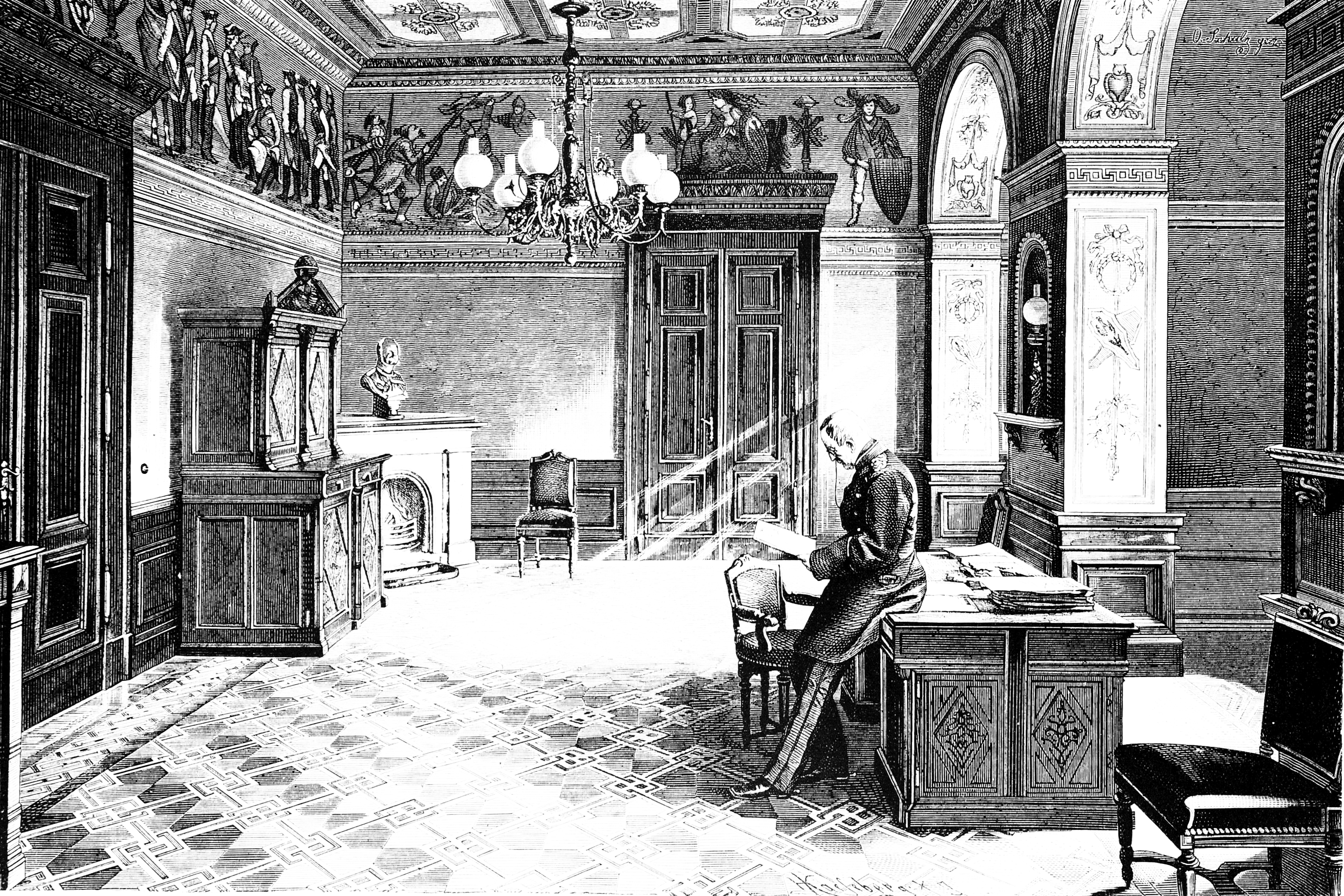
Helmuth von Moltke au siège de l'État-Major général (1876).

Moltke faisait reposer la stratégie sur un système d'appui mutuel, chaque unité ayant un objectif particulier à atteindre à n'importe quel prix (Auftragstaktik (de) qui s'oppose à la Befehlstaktik (de)). Constatant le caractère éminemment imprévisible des batailles, il considérait que seul le début d'une campagne militaire peut être véritablement planifié : « Aucun plan d'opération ne suffit à l'emporter avec quelque certitude au premier contact avec le gros des forces ennemies. » Aussi pensait-il que sa mission était avant tout de planifier complètement la confrontation en exploitant toutes les possibilités techniques.
Il comprit très tôt l'intérêt, pour les stratèges, du télégraphe électrique et du chemin de fer dans la conduite des opérations de terrain, et qu'ils allaient permettre de réparer les erreurs autrefois courantes de regroupement des forces. C'est pourquoi il plaça chaque ligne de chemin de fer sous le contrôle d'un général d’État-major.
Du point de vue de la tactique, prenant acte du progrès des actions défensives contre l'attaque de front, encore en faveur au temps de Napoléon, il s'employa à la soutenir par des attaques de flanc. Pour tenir ce genre de manœuvre hors de vue de l'adversaire, il faisait progresser les régiments séparément vers un même point, que ce soit contre le flanc ou le front ennemi : grâce aux progrès accomplis dans les moyens de transport et les transmissions, le mot d'ordre « progresser séparément, frapper en groupe » (Getrennt marschieren – vereint schlagen) pouvait être appliqué avec beaucoup de sûreté.
En campagne, von Moltke impressionnait par la sérénité avec laquelle il affrontait les événements, qu'il savait exploiter avec énergie et souplesse. Il accordait à ses subalternes une large initiative dans la conduite des opérations de détail. Moltke devint le maître à penser de toute une génération en matière de grande stratégie. La Bundeswehr continue de faire de la tactique d'objectifs ciblés un principe central de sa stratégie.

## Famille
Moltke épousa la belle-fille de sa sœur Augustine (1809–1883) : Mary Burt (née le 5 avril 1825), le 20 avril 1842 à Itzehoe. Par ce mariage, son cousin et aide de camp Henry von Burt (de) devenait son gendre : à la mort du maréchal, ce Burt, valétudinaire claquemuré à Blasewitz entre 1884 et 1892, sur les bords de l'Elbe, publia la correspondance de H. von Moltke avec sa sœur.
Moltke avait acheté le 1er août 1867 le domaine de Kreisau en Silésie pour s'y retirer et écrire. Il y fit édifier sur la colline du Kapellenberg un mausolée, toujours visible, pour sa femme, décédée prématurément le 24 décembre 1868. Moltke s'est éteint en 1891 dans sa résidence berlinoise de l'Alsenviertel (de), au nord de la Königsplatz. Le sculpteur Otto Lessing (1846–1912), agissant au nom de l'État-major, prit un moulage pour son masque mortuaire et l'empreinte des mains , afin de permettre à Lessing de réaliser un buste du héros (1894, disparu comme prise de guerre). Moltke fut inhumé dans son mausolée du domaine de Kreisau ; mais à la fin de la Seconde Guerre mondiale, ses ossements, prélevés par un Sonderkommando de la Wehrmacht, ont été perdus en 1945.
Moltke était l’oncle du général Helmuth Johannes Ludwig von Moltke, lui aussi chef de l'État-Major de l'Armée allemande de 1906 à 1914. Son arrière-petit neveu, le comte Helmuth James von Moltke (1907–1945), opposant au national-socialisme, fut condamné et pendu en 1945.

## Ouvrages
- 1845 : Campagnes des Russes dans la Turquie d'Europe en 1828 et 1829.
- 1868 : Histoire de la campagne de 1866.
- 1871 : L’Armée allemande, son organisation, son armement, sa manière de combattre, par un général prussien.
- 1872 : Lettres sur l’Orient.
- 1877 : Lettres sur la Russie.
- 1891 : La Guerre de 1870.
- 1892 : Mémoires du maréchal H. de Moltke. Lettres à sa mère et à ses frères Adolphe et Louis.
- 1895 : Questions de tactique appliquée traitées de 1858 à 1882 au grand état-major allemand.
- 1899 : Correspondance militaire du maréchal de Moltke. Guerre de 1870-71.

## Hommages
Le cratère lunaire Moltke a été nommé en son honneur.